# Kim Ku-yong
Kim Ku-yong (* 2. Mai 1922 in Sangju, Kyŏngsangbuk-do; † 28. Dezember 2001 in Seoul) ist ein südkoreanischer Lyriker.

## Leben
Kim Ku-yong (geb. Kim Yŏng-T'ak, 김영탁) wurde am 2. Mai 1922 in Sangju, Kyŏngsangbuk-do geboren. Während der Japanischen Kolonialzeit lebte Kim in verschiedenen buddhistischen Tempeln, unter anderem im Tonghak Tempel, wo er die klassischen Texte des Buddhismus, Konfuzianismus und Taoismus studierte. Nach der Befreiung aus der Kolonialherrschaft immatrikulierte er sich an der Sungkyunkwan-Universität und schloss dort sein Studium der koreanischen Literatur ab.
Sein offizielles literarisches Debüt hatte er 1949 – noch während seines Studiums – mit der Veröffentlichung seiner Werke Nacht in den Bergen (산중야) und Ode an die Weiße Pagode (백탑송) in der Zeitschrift 'Sinch'ŏnji' 신천지. Er bewies weiterhin lyrisches Talent mit seinen Werken Flucht (탈출 脫出), Strahlendes Herz (분광(噴光)의 심장), Zerstreut (산재(散在)) und Der nackte Sklave (적라(赤裸)한 노예). Er veröffentlichte außerdem die Lyrikbände Gedichtsammlung 1 (시집1) 1969, Gedichte (시) 1976 und Neun Lieder (구곡) 1978.
Während der Zeit nach dem verheerenden Koreakrieg konzentrierte Kim sich auf sein dichterisches Ziel, die Verarbeitung des psychosozialen und politischen Umbruchs in der Nachkriegszeit, mithilfe des Buddhismus. Seit dieser Zeit verwendet Kim in seinen Gedichten die Form der Prosadichtung, welche interne Brüche und Unterteilungen meidet, die durch die Zeilen und Strophen der traditionellen Versbildung entstehen. Um wenigstens ein poetisches Element in seinen Werken zu bewahren, benutzt er eine poetische Sprache, reich an semantischen Möglichkeiten. Das Fehlen von starrer Versbildung in seinen Werken sorgt sogar für eine erhöhte Spannung seiner poetischen Sprache.
Kims poetische Karriere durchlebte einen Wechsel von der Prosadichtung der Nachkriegszeit hin zu längeren Gedichten wie z. B. Ode an die Wohltaten der Göttin der Barmherzigkeit (관음찬(觀音讚)), Traumideal (꿈의 이상(理想)) und Sechs Lieder (육곡(六曲)). Diese längeren Gedichte bekunden den Wunsch des Dichters den Kern des Selbstbewusstseins zu durchdringen, jedoch besitzen sie auch eine philosophische Tiefgründigkeit, wie sie nur schwer durch kürzere Dichtungsformen zu vermitteln wäre. Obwohl die Wurzeln von Kims Gedanken im Buddhismus liegen, offenbart seine Dichtung auch den starken Einfluss von westlichem Surrealismus in der Entwicklung der Ästhetik des Dichters.

## Arbeiten

### Koreanisch

#### Gedichtsammlungen
- 시집1 Gedichtsammlung 1 (1969)
- 시 Gedichte (1976)
- 구곡 Neun Lieder (1978)

#### Gedichte (Auswahl)
- 산중야 Nacht in den Bergen
- 백탑송 Ode an die Weiße Pagode
- 탈출 (脫出) Flucht
- 분광 (噴光) 의 심장 Strahlendes Herz
- 산재 (散在) Zerstreut
- 적라 (赤裸) 한 노예 Der nackte Sklave
- 관음찬 (觀音讚) Ode an die Wohltaten der Göttin der Barmherzigkeit
- 꿈의 이상 (理想) Traumideal
- 육곡 (六曲) Sechs Lieder

## Auszeichnungen
- 1956 – 제1회 현대문학 신인상 (Nachwuchspreis für moderne Literatur)[3]